# Wes Anderson
Wesley Wales Anderson (sinh ngày 1 tháng 5 năm 1969) là một nam nhà làm phim người Mỹ. Ông được đề cử cho giải Oscar năm 2001 cho Kịch bản gốc xuất sắc nhất cho The Royal Tenenbaums. Anderson đã được gọi là một "auteur", do ông tham gia vào mọi khía cạnh của các khâu sản xuất phim của mình. Ông đã hợp tác với nhiều diễn viên và nhiều đoàn khác nhau trong nhiều dự án.
Anderson tốt nghiệp trường St. John ở Houston năm 1987, nơi mà sau này ông sử dụng làm địa điểm nổi bật ở Rushmore. Ông tốt nghiệp Đại học Texas ở Austin với bằng cử nhân Triết học.
Anderson mới đây đã thừa nhận rằng ông đã đi đến Ấn Độ để quay bộ phim 2007 của ông, The Darjeeling Limited một phần là tưởng nhớ đến các nhà làm phim huyền thoại Ấn Độ Satyajit Ray, người có "bộ phim cũng lấy cảm hứng từ tất cả các phim khác theo những cách khác nhau." Ông dành riêng cho bộ phim để tưởng nhớ Ray.

## Danh sách phim
- 1994: Bottle Rocket (Phim ngắn)
- 1996: Bottle Rocket
- 1998: Rushmore
- 2001: The Royal Tenenbaums
- 2004: The Life Aquatic with Steve Zissou00
- 2007: Hotel Chevalier (Phim ngắn)
- 2007: The Darjeeling Limited
- 2009: Ngài cáo tuyệt vời (Fantastic Mr. Fox)
- 2012: Moonrise Kingdom
- 2014: The Grand Budapest Hotel
- 2018: Isle of Dogs
- 2021: The French Dispatch
- 2023: Asteroid City
- 2024: The Wonderful Story of Henry Sugar and Three More